# オアシス地球の未来
『オアシス地球の未来』（オアシスちきゅうのみらい）は、NHK教育テレビジョンで1991年4月10日から同年10月9日まで放送されていた中学校・高等学校向けの学校放送（教科：総合的な学習の時間）である。ナレーターは神谷明が務めていた。

## 放送時間
| 期間                          | 放送時間             |
| ----------------------------- | -------------------- |
| 1991年4月10日 - 1991年10月9日 | 水曜日 12:40 - 13:00 |

## 放送リスト
| 回 | 初回放送日    | テーマ           |
| -- | ------------- | ---------------- |
| 1  | 1991年4月10日 | 生命と地球環境   |
| 2  | 1991年5月1日  | 生物進化と大気   |
| 3  | 1991年5月15日 | オゾン層の破壊   |
| 4  | 1991年5月29日 | 地球の温暖化     |
| 5  | 1991年6月12日 | 産業活動と酸性雨 |
| 6  | 1991年6月26日 | 熱帯林の減少     |
| 7  | 1991年7月10日 | ひろがる砂漠     |
| 8  | 1991年8月28日 | 進む海洋汚染     |
| 9  | 1991年9月18日 | 廃棄物と環境汚染 |
| 10 | 1991年10月2日 | 巨大化する都市   |